# نبرد قلعه تاکاماتسو
نبرد قلعه تاکاماتسوی بیچو، محاصره تاکاماتسو (به ژاپنی: 備中高松城の戦い)، در این نبرد تویوتومی هیده‌یوشی قلعه تاکاماتسو واقع در ولایت بیچو را که توسط خاندان موری کنترل می‌شد، محاصره کرد. هیده‌یوشی جریان رودخانه‌های اطراف را با ساختن سدها و آب گذرهایی منحرف کرد و قلعه را در آب غرق کرد. وی همچنین برج و باروهایی در اطراف قلعه تاکاماتسو ساخت تا افراد مسلح بر آن مستقر شوند و جاری شدن آب مانع از کار سربازان مسلحش نشود. هر چه نبرد شدیدتر می‌شد قلعه نیروی کمکی بیشتری از طرف رهبر خاندان موری موری تروموتو به قلعه می‌رسید. تا نیروهایی خاندان موری به شش برابر نیروهای هیده‌یوشی افزایش یافت.
حمله تویوتومی هیده‌یوشی به خاندان موری به دستور اودا نوبوناگا انجام شده بود. هیده‌یوشی از اودا نوبوناگا درخواست کمک می‌کرد. در نتیجه نوبوناگا شش نفر از فرماندهان خود را بسیج کرد و قصد داشت ارتش را خود رهبری کند. نوبوناگا تصمیم گرفت ابتدا آکچی میتسوهیده را به همراه ۱۳ هزار سپاهی به منطقه بفرستد و سپس خود نیز به آن‌ها ملحق شود.  نوبوناگا با تعداد اندکی از همراهان برای استراحت در معبد هوننو در کیوتو توقف کردند. نیمه‌شب ژنرال ارشد وی آکچی میتسوهیده به معبد حمله کرد و آنجا را به آتش کشید.
در شب ۲۲ ژوئن یک روز پس از مرگ نوبوناگا در حادثه معبد هوننو هیده‌یوشی توانست قاصد آکچی میتسوهیده را دستگیر کند. این قاصد به منظور دادن خبر مرگ نوبوناگا و جلب حمایت خاندان موری فرستاده شده بود. هیده‌یوشی تصمیم گرفت هر چه زودتر برای مجازات و مقابله با آکچی میتسوهیده به این محاصره خاتمه بدهد. وی با مخفی نگه داشتن این خبر مرگ نوبوناگا از خاندان موری توانست با شرط هاراکیری شیمیزو مونه‌هارو ارباب قلعه تاکاماتسو با خاندان موری صلح کند.